# Stranger in the Alps
Stranger in the Alps és el primer àlbum d'estudi de la cantant i compositora nord-americana Phoebe Bridgers, publicat per Dead Oceans el 22 de setembre de 2017.

## Antecedents i gravació
Stranger in the Alps va ser produït per Tony Berg i Ethan Gruska. Phoebe Bridgers va gravar l'àlbum entre gires durant l'any 2016 a Brentwood, Los Angeles. El títol de l'àlbum és una referència a la versió editada per la televisió de la pel·lícula El Gran Lebowski, en la que Walter Sobchak (John Goodman) canvia la seva frase "Do you see what happens when you fuck a stranger in the ass?" ("Veus el que passa quan folles amb un desconegut pel cul?") per "Do you see what happens when you find a stranger in the alps?" ("Veus el que passa quan trobes un desconegut als alps?") Phoebe Bridgers va decir-se per aquest títol ja que el troba "d'alguna manera poètic, per accident".
Phoebe Bridgers va signar un contracte amb Dead Oceans el Juny de 2017, i l'àlbum es va anunciar per el 22 de setembre del mateix any. L'àlbum va rebre una edició limitada en vinil per celebrar el cinquè anniversari del llançament l'any 2022

## Recepció crítica
Stranger in the Alps va rebre lloança per part dels crítics; l'agregador de ressenyes Metacritic li va donar una mitjana ponderada de 82/100 basada en 16 ressenyes de crítics.
Josh Modell de The A.V. Club li va donar una puntuació perfecta a l'àlbum, dient "Stranger in the Alps alquimitza la tristesa en una bellesa redemptiva. Mai es tracta de quedar-se estancat, sinó de moure's lentament a través d'ella. Aquesta diferència, desenvolupada a través d'una escriptura de cançons increïble i amb gran saviesa, fa de Stranger in the Alps un dels millors àlbums de l'any." Sam Sodomsky de Pitchfork va puntuar l'àlbum amb un 7/10, afirmant que l'àlbum és "Una col·lecció de cançons sobre intimitat, documentant com les relacions afecten la manera en la que ens veiem a nosaltres mateixos i com interactuem amb els altres" i que "La veu de Phoebe Bridgers té un repic conversacional i aeri que sona millor quan la duplica en capes de falset lleu"

## Llistat de pistes
| Núm.          | Títol                     | Durada |
| ------------- | ------------------------- | ------ |
| 1.            | «Smoke Signals»           | 5:24   |
| 2.            | «Motion Sickness»         | 3:49   |
| 3.            | «Funeral»                 | 3:52   |
| 4.            | «Demi Moore»              | 3:18   |
| 5.            | «Scott Street»            | 5:05   |
| 6.            | «Killer»                  | 3:09   |
| 7.            | «Georgia»                 | 4:07   |
| 8.            | «Chelsea»                 | 4:42   |
| 9.            | «Would You Rather»        | 3:19   |
| 10.           | «You Missed My Heart»     | 6:57   |
| 11.           | «Smoke Signals (Reprise)» | 0:33   |
| Durada total: | Durada total:             | 44:15  |

| 12.           | «It'll All Work Out»     | 2:46  |
| 13.           | «Motion Sickness» (demo) | 4:24  |
| Durada total: | Durada total:            | 51:25 |